# Diamond D
Joseph Kirkland, mer känd under artistnamnet Diamond D, född 5 april 1968 i Bronx i New York, är en amerikansk hiphopartist och producent. Han medverkar även i Diggin' in the Crates Crew (DITC), en väl ansedd underground hip-hop grupp som bildades tidigt 1990-tal.
Han släppte sitt debutalbum Stunts, Blunts & Hip-Hop 1992.